# Christoffer Carlsson
Christoffer Carlsson (født 28. august 1986 i Halmstad) er en svensk kriminolog og forfatter. Han modtog i 2024 litteraturprisen Glasnøglen for sin roman Levende og døde – en roman om en forbrydelse.
Carlsson studerede ved Stockholms Universitet og modtog en ph.d. i kriminologi i 2014. Han er aktiv ved Institutet för framtidsstudier hvor han arbejder som lektor og optræder jævnligt i de svenske medier, specielt i debatter om kriminalitet og straf.